# Supercopa da Rússia de 2017
A Supercopa da Rússia de 2017 foi a 15º edição da Supercopa da Rússia, uma partida de futebol que foi disputada entre o campeão da Campeonato Russo de Futebol 2016-2017, Spartak Moscow, e o campeão da Copa da Rússia 2016-17, Lokomotiv Moscow.
A partida foi realizada em 14 de julho de 2017, no Estádio Lokomotiv, em Moscou.

## Participantes
| Equipe           | Classificação                       |
| ---------------- | ----------------------------------- |
| Spartak Moscow   | Campeão Campeonato Russo de 2016–17 |
| Lokomotiv Moscow | Campeão Copa da Rússia de 2016–17   |

## Detalhes da partida
| 14 de julho de 2017 | Spartak Moscow | 2 – 1 | Lokomotiv Moscow | Estádio Lokomotiv de Moscou |
| 15:30 (UTC-3)       |                |       |                  |                             |